# Арбон (Тургау)
Арбон (нім. Arbon) — місто  в Швейцарії в кантоні Тургау, округ Арбон.

## Географія
Місто розташоване на відстані близько 165 км на північний схід від Берна, 45 км на схід від Фрауенфельда.
Арбон має площу 6 км², з яких на 61,2% дозволяється будівництво (житлове та будівництво доріг), 31,8% використовуються в сільськогосподарських цілях, 4,3% зайнято лісами, 2,7% не є продуктивними (річки, льодовики або гори).

## Демографія
2019 року в місті мешкало 14 796 осіб (+8,5% порівняно з 2010 роком), іноземців було 33%. Густота населення становила 2466 осіб/км².
За віковим діапазоном населення розподілялося таким чином: 19,1% — особи молодші 20 років, 60,6% — особи у віці 20—64 років, 20,3% — особи у віці 65 років та старші. Було 6964 помешкань (у середньому 2,1 особи в помешканні).
Із загальної кількості 6541 працюючого 33 було зайнятих в первинному секторі, 2172 — в обробній промисловості, 4336 — в галузі послуг.

## Економіка
- Monsterei Möhl AG, виробник газованих напоїв